# 圖卡利
49°40′7″N 32°47′25″E / 49.66861°N 32.79028°E
圖卡利（烏克蘭語：Тукали），是烏克蘭中部的村莊，隸屬波爾塔瓦州的克雷門丘克區。該村距離蘇拉河4公里，海拔高度84米，2001年該村落人口332。